# رتندون
رتندون (به انگلیسی: Rettendon) یک روستا و محله مدنی در بریتانیا است که در چلمزفورد واقع شده‌است.